# Changguo
Changguo (kinesiska: 昌果, 昌果乡) är en socken i Kina. Den ligger i den autonoma regionen Tibet, i den sydvästra delen av landet, omkring 650 kilometer väster om regionhuvudstaden Lhasa.
Genomsnittlig årsnederbörd är 571 millimeter. Den regnigaste månaden är augusti, med i genomsnitt 122 mm nederbörd, och den torraste är november, med 6 mm nederbörd.